# The Siren's Song
The Siren's Song é um filme de drama mudo norte-americano de 1919, dirigido por J. Gordon Edwards e estrelado por Theda Bara.
The Siren's Song foi lançado no Brasil com o título O Canto da Sereia em 5 de Dezembro de 1919.

## Elenco
- Theda Bara como Marie Bernais
- Al Fremont como Jules Bernais
- Ruth Handforth como Aunt Caroline
- Alan Roscoe como Gaspard Prevost
- Lee Shumway como Raoul Nieppe
- Carrie Clark Ward como Paulette Remey
- Paul Weigel como Hector Remey

## Status de preservação

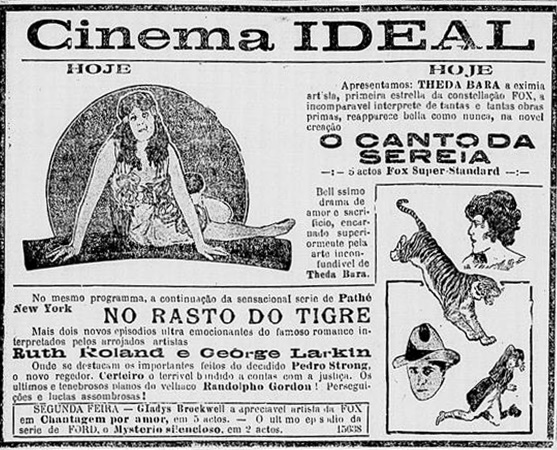
O filme O Canto da Sereia (The Siren's Song) na revista Correio da Manhã (RJ) no Brasil.

O estado de conservação do filme é classificado como desconhecido, o que sugere ser um filme perdido.

## Influencia
O filme foi referenciado em uma canção de 1919 com o mesmo nome de Roy Turk e Ray Perkins, que menciona Bara pelo nome.